# Кадастровая стоимость
Кадастровая стоимость — результат выполненной в соответствии с законодательством оценки стоимости объекта недвижимости на определённую дату, зафиксированный в государственном реестре (кадастре) и используемый, в частности, для целей налогообложения. Такая оценка производится, как правило, в массовом порядке, а не для индивидуальных объектов.

## Установление кадастровой стоимости, кадастровая оценка в РФ
Кадастровая стоимость определяется в ходе государственной кадастровой оценки независимыми оценщиками. Порядок проведения государственной кадастровой оценки регулируется Федеральным законом от 29.07.1998 «Об оценочной деятельности в Российской Федерации».
Решение о проведении государственной кадастровой оценки принимают региональные органы власти или органы местного самоуправления, которые выбирают оценщика и заключают с ним договор. Кадастровая оценка проводится не чаще одного раза в три года, но и не реже одного раза в пять лет. В Москве, Санкт-Петербурге и Севастополе переоценка может проводиться не чаще одного раза в два года.
Порядок проведения государственной кадастровой оценки включает совокупность следующих действий:
- принятие решения о проведении государственной кадастровой оценки;
- формирование перечня объектов недвижимости, подлежащих государственной кадастровой оценке;
- отбор исполнителя работ по определению кадастровой стоимости и заключение с ним договора на проведение оценки;
- определение кадастровой стоимости и составление отчета об определении кадастровой стоимости (в том числе процедуру ознакомления с проектом отчета об определении кадастровой стоимости);
- экспертизу отчета об определении кадастровой стоимости;
- утверждение результатов определения кадастровой стоимости;
- внесение результатов определения кадастровой стоимости в государственный кадастр недвижимости[2][4].

### Земельные участки
Кадастровая стоимость земельных участков определяется государством, основываясь на индивидуальных характеристиках каждого земельного участка (в том числе уровень рыночных цен), с применением положений Земельного кодекса Российской Федерации и актах органов местного самоуправления.
К индивидуальным характеристикам земельного участка относят:
- территориальное размещение;
- площадь земельного участка;
- категория земельного участка;
- особенность разрешенного использования участка и др[5].

От кадастровой стоимости земельного участка зависит размер земельного налога, определяемый в соответствии с главой 31 Налогового кодекса.

### Оспаривание
Единичная методологическая ошибка, явившаяся следствием игнорирования индивидуальных особенностей оцениваемого объекта, (несоответствие определения кадастровой стоимости положениям методических указаний о государственной кадастровой оценке), допущенная при определении  недвижимости, повлиявшая на величину его кадастровой стоимости, может быть оспорена.
Чтобы проверить, возможно ли оспаривать назначенную кадастровую стоимость, имеется возможность получения сведений об объекте недвижимости в территориальном подразделении Росреестра. По статье 24.18 Закона «Об оценочной деятельности в Российской Федерации» ответ на запрос заинтересованного лица заказчик и оценщик должны дать в течение семи рабочих дней.